# Menno Meyjes
Menno W. Meyjes (* 1954 in Bloemendaal, Niederlande) ist ein niederländischer Drehbuchautor und Filmregisseur. 

## Biografie
Menno W. Meyjes wanderte 1972 in die USA ein. Er studierte am The Art Institute of California – San Francisco. Seinen Durchbruch hatte er, als er 1985 mit der Adaption eines Romans von Alice Walker zu dem Film Die Farbe Lila als Drehbuchautor debütierte. Er wurde für einen Oscar und British Academy Film Award nominiert. Nachdem er auch an Drehbüchern zu Filmen wie Indiana Jones und der letzte Kreuzzug und Ausnahmezustand mitarbeitete, debütierte Meyjes 2002 mit dem Kriegsdrama Max als Filmregisseur.
Meyjes war mit Susan Andrews, der Tochter des Schauspielers Dana Andrews verheiratet. Aktuell ist er mit der ehemaligen Balletttänzerin Natalie Kohn verheiratet.

## Filmografie (Auswahl)
- 1985: Die Farbe Lila (The Color Purple)
- 1987: Richard Löwenherz und die Kinder Gottes (Lionheart)
- 1989: El sueño del mono loco
- 1989: Indiana Jones und der letzte Kreuzzug (Indiana Jones and the Last Crusade)
- 1991: Ricochet – Der Aufprall (Ricochet)
- 1994: Bittersüße Küsse (Foreign Student)
- 1998: Ausnahmezustand (The Siege)
- 2002: Max
- 2007: Mein Kind vom Mars (Martian Child)

## Auszeichnung
Oscar
- 1986: Nominierung für das Beste adaptierte Drehbuch mit Die Farbe Lila

British Academy Film Award
- 1986: Nominierung für das Beste adaptierte Drehbuch mit Die Farbe Lila

Goya
- 1990: Bestes adaptiertes Drehbuch mit El sueño del mono loco

Political Film Society Award
- 2002: Nominierung für Demokratie mit Max Rothman
- 2002: Nominierung für Exposé mit Max Rothman